# Guerra de Corint
La Guerra de Corint o Guerra Coríntia va ser un conflicte que es va produir a la Grècia antiga i que va transcórrer entre els anys 395 aC i 387/6. Es trobaven involucrats en aquest conflicte, per una banda Esparta i per l'altra una coalició de quatre grans estats (Tebes, Atenes, Corint i Argos) que es va conèixer com el sinedri (consell) de Corint (en realitat les aliances entre ells tenien un caràcter bilateral). Pèrsia romania a l'ombra, sense participar de manera activa però subvencionant amb or, primer a l'aliança de Corint, i més tard, a la lliga del Peloponès liderada per Esparta.
La causa immediata de la guerra va ser un conflicte local entre focis i locris a la Grècia central, provocat per la facció tebana hostil a Esparta. Però la causa subjacent ha de trobar-se, com ja va fer l'anònim historiador d'Oxirrinc davant del filoespartà Xenofont, a l'hostilitat cap a Esparta provocada per la dominació unilateral que havia exercit en els nou anys que van seguir al final de la Guerra del Peloponès.
La guerra es va dur a terme en dos escenaris o fronts successius: primer a l'istme de Corint i la Grècia central, i subseqüentment a l'Egeu. A terra els espartans es van imposar en les batalles hoplites de Nemea i Coronea de l'estiu de 394, però van ser incapaços d'obtenir avantatges estratègics d'aquestes victòries, de manera que la guerra va entrar en una situació de punt mort, de guerra de desgast o de "trinxeres" en què tots dos bàndols consumien recursos a través del pagament a mercenaris. A la mar la flota espartana va ser aixafada a la rodalia de Cnidos, l'agost de 394, per una flota persa comandada per Conó (mercenari de luxe d'origen atenès), esdeveniment que va posar fi a l'hegemonia naval d'Esparta. Aprofitant aquest fet, Atenes va llançar diverses campanyes navals en els anys posteriors de la guerra, reconquerint un nombre d'illes que havien format part de l'antic imperi atenès durant el segle v aC.
Alarmats per aquests èxits atenencs, els perses van deixar de donar suport als aliats i van començar a donar suport a Esparta. Aquest canvi de bàndol va obligar els aliats a buscar la pau. La Pau d'Antàlcides, també coneguda com la Pau del Rei, es va signar a 387 aC, acabant així la guerra. Aquest tractat va declarar que Pèrsia controlaria tota Jònia i que les altres ciutats gregues serien independents. Esparta havia de ser el garant de la pau, amb el poder de fer complir les clàusules del tractat.
Els efectes de la guerra, per tant, van atorgar poder a Pèrsia per poder interferir en la política grega i afirmar la posició hegemònica d'Esparta en el sistema polític grec.

## Antecedents

Territori continental de l'antiga Grècia

A la Guerra del Peloponès, que havia acabat en 404 aC, Esparta va gaudir del suport de gairebé tots els estats del territori continental de l'antiga Grècia, així com de l'Imperi persa. En el període posterior a l'acabament de la guerra una sèrie de ciutats estat de l'Egeu també van passar al seu control.
Aquesta sòlida base de suport, però, aviat es va veure fragmentada. Tot i la naturalesa de la victòria, que s'havia produït gràcies a la col·laboració dels estats, Esparta va ser l'única que va rebre el botí obtingut dels estats derrotats i el pagament dels tributs acordats amb el que havia estat l'Imperi atenès.
Els aliats d'Esparta es van veure encara més discriminats quan, el 402 aC, Esparta va atacar a Elis, que va quedar sota el seu control. Elis havia format part de la Lliga del Peloponès que s'havia enfrontat a Esparta. Corint i Tebes es van negar a enviar tropes per ajudar a Esparta en la seva campanya contra Elis.
Tebes, Corint i Atenes també van rebutjar participar en l'expedició espartana contra Jònia a 398 aC, arribant els tebans a interrompre un sacrifici que el rei espartà Agesilau II va intentar dur a terme en el seu territori abans de marxar. No obstant això, tot i la renuncia d'aquests estats a participar, Agesilau es va enfrontar amb èxit als perses a Lídia, arribant a penetrar terra endins fins Sardis. El sàtrapa Tisafernes va ser executat per la seva incapacitat per aturar les tropes d'Agesilau i el seu substitut, Titraustes, va pagar als espartans perquè es dirigissin al nord, cap a la satrapia de Farnabazos. Agesilau ho va fer, però al mateix temps va començar a preparar una important flota naval.
Incapaç de derrotar l'exèrcit d'Agesilau, Farnabazos va obligar els espartans a emprendre la retirada mitjançant l'atac a les terres continentals gregues. Va enviar a Timòcrates de Rodes, un grec asiàtic, a distribuir diners a les principals ciutats del continent per incitar a enfrontar-se contra Esparta. Els tebans, que ja havien demostrat la seva antipatia contra Esparta, es van encarregar de començar la guerra.

## Primeres etapes de la guerra (395 aC)

### Primers enfrontaments
Els tebans, que no desitjaven en un primer moment desafiar Esparta de forma directa, van optar per una via indirecta per començar la guerra. Van donar suport als seus aliats de la Lòcrida per tal que portessin a terme la recaptació de tributs en un territori que estava a la vegada reclamat per la Lòcrida i per la Fòcida. En resposta, els ciutadans de la Fòcida van envair la Lòcrida, que al seu torn va anar a Tebes a cercar ajuda. Els tebans van envair el territori focidi que, d'altra banda, va apel·lar al seu aliat, Esparta, que es va trobar per fi amb l'anhelada excusa per disciplinar els tebans. Esparta va ordenar la mobilització general, mentre que una ambaixada tebana va ser enviada a Atenes a la recerca de suport. Els atenencs van votar ajudar a Tebes i es va signar una aliança perpètua entre Atenes i la confederació de Beòcia.
El pla espartà era mobilitzar dos exèrcits, un sota el comandament de Lisandre i l'altre dirigit per Pausànies, perquè es trobessin i ataquessin la ciutat de Haliartos. Lisandro va arribar abans que Pausànies i va aconseguir persuadir a la ciutat d'Orcomen perquè es revoltessin contra la confederació de Beòcia, avançant cap a Haliartos amb les seves pròpies tropes i una força d'Orcomen. Lisandro va morir en la batalla d'Haliartos després d'haver portat les seves tropes massa a prop de les muralles de la ciutat. La batalla va acabar sense decantar-se per cap dels dos bàndols, amb els espartans patint moltes baixes a l'inici per després acabar derrotant a un grup de tebans que els perseguien cap a terreny més escarpat. Pausànies va arribar un dia tard, va acordar un alto el foc i va recuperar els cossos dels caiguts espartans, amb els quals va tornar a Esparta. A Esparta es va trobar amb un judici en el qual s'exigia la seva mort, pel que va fugir a Tegea abans que pogués ser condemnat.

### L'aliança contra Esparta s'expandeix
Després d'aquests esdeveniments, tant els espartans com els seus oponents es van preparar per als enfrontaments més seriosos que vindrien. A finals de 395 aC, Corint i Argos van entrar en guerra amb Atenes i Tebes. Es va formar un Consell a Corint per dirigir els assumptes d'aquesta aliança, i els aliats van enviar emissaris a una sèrie d'estats menors rebent el suport de molts d'ells.
Alarmats pels esdeveniments, els espartans van preparar un exèrcit contra aquesta nova aliança, i van enviar un missatger a Agesilau ordenant-li tornar a Grècia. Les ordres van ser mal acollides per Agesilau, que buscava una gran campanya asiàtica, però va obeir i es va dirigir a Esparta amb les seves tropes, creuant l'Hel·lespont i marxant cap a l'oest a través de Tràcia.

## Guerra en terra i mar

### Nemea
Després d'un breu enfrontament entre Tebes i la Fòcida, en la qual Tebes va sortir victoriosa, els aliats van reunir una gran armada a Corint. Es va enviar una gran força militar des d'Esparta per enfrontar-s'hi. Les forces es van trobar en el llit sec del riu Nemea, en territori de Corint, on els espartans van obtenir una victòria decisiva. Com sol ser habitual en les batalles entre exèrcits d'hoplites, el flanc dret de cada exèrcit va resultar victoriós: Els espartans van derrotar els atenencs, mentre que tebans, argius i corintis van guanyar als seus rivals dels exèrcits Peloponèsos. Els espartans llavors van atacar i van donar mort a un bon nombre d'argius, corintis i tebans que tornaven de perseguir els seus oponents.
L'exèrcit de la coalició va perdre 2.800 homes, mentre que els espartans i els seus aliats en van perdre només 1.100.

### Cnidos
La següent acció militar va tenir lloc al mar, on els perses i els espartans havien reunit grans flotes durant la campanya d'Agesilau a Àsia. Gràcies al reclutament de naus en els estats sota el seu control, Agesilau havia aconseguit una força de 120 trirrems que va posar al comandament del seu cunyat Pisandre, que no tenia experiència naval.
Els perses, d'altra banda, ja havien aconseguit reunir les flotes fenícies, cililenques i xipriotes sota el comandament de l'experimentat general atenenc Conó, que havia aconseguit apoderar-se de Rodes al 396 aC i convertir-la en base naval.
Les dues flotes es van trobar a Cnidos l'agost de 394 aC. Els espartans van presentar una forta oposició, sobretot les naus properes a la de Pisandre, però finalment van ser derrotats. Hi va haver un gran nombre de naus enfonsades i capturades i la flota espartana va ser, pràcticament, destruïda. Després d'aquesta victòria, Conó i Farnabazos van navegar al llarg de la costa de Jònia expulsant els governadors espartans i les guarnicions de les ciutats, tot i que no van aconseguir reduir les bases espartanes a Abidos de Mísia i Sestos, i després van prosseguir camí cap a les Cíclades.

### Coronea
En aquells dies l'exèrcit d'Agesilau havia aconseguit rebutjar els atacs tessalis produïts mentre anava sobre el seu territori i havia arribat a Beòcia, on va ser rebut per un exèrcit format per diversos estats contraris a l'aliança amb Esparta. La força asiàtica d'Agesilau, composta principalment per Ilotes si veterans mercenaris dels deu mil, va ser incrementada per mitjà regiment espartà d'Orcomen i un altre mig regiment que havia estat transportat a través del Golf de Corint.
Els exèrcits es van trobar a Coronea i, un cop més, les ales esquerres de tots dos exèrcits van resultar victorioses, amb els tebans sortint victoriosos mentre que la resta d'aliats eren derrotats. Veient que la resta de les forces queien, els tebans van formar per travessar fins al campament. Agesilau es va enfrontar a ells i en la lluita van morir molts tebans abans que aconseguissin obrir una escletxa per reunir-se amb els aliats. Després de la victòria Agesilau va partir per mar amb el seu exèrcit i va tornar a Esparta.

## Esdeveniments posteriors
Els esdeveniments de l'any 394 aC van situar a Esparta amb avantatge en la guerra terrestre, però molt febles al mar. La coalició d'estats havia estat incapaç de derrotar la falange espartana en el camp de batalla, però havia aconseguit mantenir la força de la seva aliança i havien impedit als espartans moure's a plaer per la Grècia Central. Els espartans seguirien intentant els anys següents derrotar a Corint o Argos i deixar fora de combat.
Mentrestant, els aliats buscaven preservar el seu front unit contra Esparta, mentre que Atenes i Tebes prenien avantatge de la preocupació d'Esparta d'augmentar el seu poder en les àrees que tradicionalment havien dominat.

### L'ajuda persa, reconstrucció d'Atenes i revolta civil a Corint
En 393 aC, Conó i Farnabazos van navegar fins a la Grècia continental, i es van dedicar a saquejar la costa de Lacònia i van atacar l'illa de Citera, on van deixar una guarnició ia un governador atenenc. D'aquí van navegar fins a Corint, on van distribuir diners i van urgir als membres del consell a demostrar al rei persa que eren mereixedors de confiança. Farnabazos va enviar a Conó amb recursos econòmics i gran part de la flota fins a l'Àtica, on es va unir a la reconstrucció dels Murs Llargs des d'Atenes fins al Pireu, projecte que havia iniciat Trasibul d'Atenes a 394 aC Amb l'ajuda dels remers de la flota i dels treballadors pagats amb diners persa la construcció aviat va estar completada. Atenes aviat va prendre avantatge dels Murs i de la flota per atacar les illes de Skiros, Imbros i Lemnos, on va establir cleruquías (colònies de ciutadans atenesos).
Aproximadament en aquells dies va esclatar una revolta civil a Corint entre el partit democràtic i l'oligàrquic. Els demòcrates, recolzats per argiu, van llançar un atac contra els seus oponents i els van expulsar de la ciutat. Els exiliats van ser a la recerca dels espartans per ajuda, que tenien la seva base en Sició en aquell moment, mentre que els atenencs i beocis van anar a donar suport als demòcrates. En un atac nocturn dels espartans i els exiliats van tenir èxit en prendre el port de Corint, situat al golf, i van derrotar l'exèrcit que va anar a enfrontar-se amb ells l'endemà. Els aliats van intentar envair el port, però els espartans un nou atac i els van derrotar.

### Fracàs en les conferències de pau
En 392 aC Esparta va enviar un ambaixador, Antàlcides, per reunir-se amb el sàtrapa Tiribazos, esperant que els perses canviessin de bàndol informant de l'ús que Conó estava donant a la seva flota per a la reconstrucció de l'Imperi atenès. Els atenencs es van assabentar del pla, i enviar a Conó i a altres per presentar les seves legacions als perses. També van comunicar el problema als seus aliats, de manera que també Tebes, Corint i Argos van enviar emissaris a Tiribazos.
En la conferència resultant els espartans van proposar una pau basada en la independència de tots els estats. No obstant això, la proposta va ser rebutjada pels aliats, ja que Atenes tenia intenció de mantenir les conquestes que havia fet a l'Egeu, Tebes desitjava mantenir el seu control sobre la lliga de Beòcia i Argos ja tenia intenció en aquells dies d'unir a Corint en la seva estat. La conferència, per tant, va fracassar, però Tiribazos, alarmat per les accions de Conó, li va arrestar, mentre que proveïa als espartans en secret de fons per a equipar una nova flota. Encara que Conó aviat va escapar, va morir poc després.
Es va mantenir una segona conferència de pau a Esparta aquest mateix any, però la proposta espartana va tornar a ser rebutjada. En aquest cas van influir les implicacions del principi d'autonomia i també que els atenencs es van veure escandalitzats pel fet que dins dels termes de la proposta haurien hagut d'abandonar els grecs jònics al control de Pèrsia.
Després de la conferència de Pèrsia, Tiribazos va tornar a Susa a donar compte dels esdeveniments, i es va enviar un nou general, Etrutas, que prengués el comandament. Estrutas va seguir de nou una política anti-espartana que va fer que els espartans ordenessin al seu comandant a la regió, Tibrón, que ataqués. Tibrón va assolar el territori persa durant algun temps, però va morir juntament amb alguns dels seus homes quan Estrutas va tendir una emboscada a una de les seves partides de pillatge. Tibrón va ser més tard substituït per Difridas, que va tenir més èxit amb els saquejos i que fins i tot va capturar al gendre d'Estrutas, però mai va arribar a aconseguir resultats que arribessin a influir en el curs de la guerra.

### Lechaion i la presa de Corint

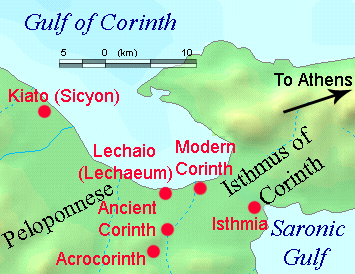
Corint i els territoris circumdants

A Corint, el partit democràtic seguia controlant la ciutat, mentre que els exiliats i els seus suports espartans controlaven Lechaion, des d'on llançaven partides de saqueig del territori corinti. En 391 aC, Agesilau va dirigir la campanya a la zona, prenent amb èxit una sèrie de llocs fortificats, així com una gran quantitat de presoners i de botí. Mentre Agesilau es trobava al campament preparant la venda de les despulles, l'atenenc Ifícrates el Vell, amb una força composta gairebé del tot d'infanteria lleugera i peltastes (llançadors de javelines), va guanyar una victòria decisiva contra el regiment espartà que s'havia establert en Lechaion.
Durant la batalla, Ifícrates va prendre avantatge als espartans gràcies a la seva manca de peltastes. Utilitzar un sistema de continus i ràpids atacs seguits de fugides, desgastant les tropes espartanes fins que van trencar files i van fugir, moment en el qual molts homes van ser aniquilats. Agesilau va tornar al poc d'aquests fets, però Ifícrates va continuar en campanya a la zona de Corint, recapturada molts dels forts que abans havien pres els espartans, encara que va ser incapaç de prendre Lechaion.
També va lluitar contra Flios i Arcàdia, derrotant decisivament als Flios i saquejant el territori dels arcadis quan aquests van evitar la trobada cara a cara amb les seves tropes.
Després d'aquesta victòria l'exèrcit argiu va arribar a Corint i, prenent l'Acròpoli, va efectuar la fusió de les ciutats d'Argos i Corint. Les muralles que delimitaven les dues ciutats van ser tirades avall, i el cos de les dues ciutats es va fusionar.

### Últimes campanyes terrestres
Després de les victòries d'Ifícrates prop de Corint no hi va haver més grans batalles terrestres a la regió. La lluita va continuar al Peloponès i al nord-oest. Agesilau va lluitar amb èxit en territori argiu a 391 aC, i va fer dues expedicions més abans del final de la guerra. A la primera (a 389 aC), una força expedicionària espartana va creuar el Golf de Corint per atacar Acarnània, que era un aliat del bàndol contrari als espartans. Després d'unes dificultats inicials per aconseguir un enfrontar-se als acarnianos, que van preferir retirar-se a les muntanyes i evitaven la trobada directe, Agesilau finalment va aconseguir portar-los a una batalla campal, en la qual els acarnianos van ser derrotats i van perdre molts homes. Després va sortir per mar de tornada a casa a través del golf. L'any següent els acarnianos van signar la pau amb Esparta per evitar més invasions.
En 388 aC, Agesípolis va dirigir un exèrcit espartà contra Argos. No obstant això, cap exèrcit va sortir a enfrontar-se en camp obert, per la qual cosa es va dedicar a saquejar la zona durant un temps i, més tard, després de rebre una sèrie de presagis desfavorables, va tornar a casa.

### Últimes campanyes navals
Després de la seva derrota a Cnidos, els espartans van començar a reconstruir la seva flota. Després de diverses lluites amb Corint havien reprès el control del Golf de Corint per a l'any 392 aC Després del fracàs de les conferències de pau de l'any 392 aC els espartans van enviar una petita flota al comandament de l'almirall Ecdico al mar Egeo. La seva ordres eren ajudar els oligarques exiliats de Rodes. Ecdico va arribar a Rodes i es va trobar amb els demòcrates completament al comandament, i en possessió d'una flota més gran que la seva, per la qual cosa va decidir esperar a Cnidos.
Els espartans van enviar el suport de la seva flota principal des del Golf de Corint, al comandament de Telèuties. Després de recollir més naus a l'illa de Samos, Teleutias va prendre el control de la flota reunida a Cnidos i va començar les operacions contra Rodes.

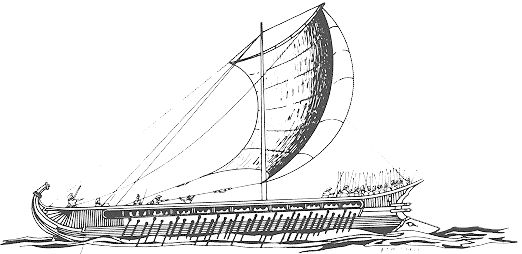
Trirrem grec

Alarmats per aquest ressorgiment espartà com força naval, els atenencs van enviar una flota de 40 trirrems dirigides per Trasibul. Aquest, jutjant que podria aconseguir més lluitant en altres llocs en comptes d'enfrontanr-se directament a la flota espartana, va navegar cap a l'Hel·lespont. Un cop allà va aconseguir posar del bàndol atenenc a una sèrie d'estats principals, i va imposar el pagament d'un impost a aquelles naus que van travessar la rodalia de Bizanci, restaurant una font d'ingressos que els atenencs havien tingut en l'anterior Guerra del Peloponès.
D'aquí va partir a l'illa de Lesbos, on gràcies al suport dels mitilenios, va derrotar les forces espartanes de l'illa i va prendre un bon nombre de ciutats. En 388 aC, mentre dirigia la seva flota al sud a través de l'Egeu, els seus soldats van assolar els camps de Aspendos. En venjança, els Aspendianos van atacar el campament atenenc a la nit, i Trasibul va ser assassinat a la seva botiga.
Després d'aquests esdeveniments, els espartans van enviar a un nou comandant, Anaxabios, a Abidos. Durant un temps va aconseguir una sèrie d'èxits contra Farnabazos, i va capturar un bon nombre de naus mercants atenencs. Els atenesos, preocupats que els èxits de Trasibul es perdessin, van enviar a Ifícrates a la regió perquè s'enfrontés a Anaxabios. Durant un temps les armades es van limitar a saquejos als territoris de l'enemic, però finalment Ifícrates va aconseguir endevinar on anava a enviar les seves tropes Anaxabios en el seu retorn d'una campanya contra la colònia grega de Antandros, i va emboscar a la força espartana. Quan Anaxabios i els seus homes van entrar el terreny escarpat i muntanyós en el qual Ifícrates i els seus homes els estaven esperant, els atenencs van emergir i els emboscada, matant Anaxabios i molts altres.

### Egina i el Pireos
Arribats a aquest punt, el 389 aC, els atenencs van llançar un atac contra l'illa d'Egina, a la costa africana. Els espartans aviat van aconseguir expulsar la flota atenenca, però Atenes va continuar assetjant la ciutat d'Egina per terra. La flota espartana va navegar direcció a Rodes, dirigida per Antàlcides, però va ser eventualment bloquejada a Abidos pels comandants atenencs de la regió. Els atenencs a Egina, per la seva banda, van ser contraatacats i van acabar retirant-se alguns mesos després.
Poc després de la retirada dels atenencs d'Egina, la flota espartana dirigida per Gorgopas va emboscar a l'atenenca a prop d'Atenes, capturant diverses naus. Els atenencs van respondre amb una altra emboscada: Cabria, que es dirigia a Xipre, va aterrar a Egina i va preparar una emboscada als eginetes i als seus aliats espartans, matant a molts d'ells.
Els espartans van enviar a Teleucias a Egina per a dirigir la flota que és trobava a les seves aigües. Veient que els atenencs havien baixat la guàrdia després de la victòria de Cabria, van llançar un atac per tota l'àrea del Pireu capturant molts vaixells mercants.

## La pau d'Antàlcides
Antàlcides, mentrestant, havia entaulat negociacions amb Tiribazos, i havia arribat a un acord mitjançant el qual els perses entrarien a la guerra a favor d'Esparta si els aliats es negaven a signar la pau. Sembla que els perses, nerviosos per algunes accions dels atenencs, com ara donar suport al rei Evagoras de Xipre i al faraó Akoris d'Egipte, tots dos en guerra amb Pèrsia, havia decidit que la seva política de debilitar Esparta donant suport als seus enemics havia deixat de ser útil. Després d'escapar del bloqueig d'Abidos, va atacar i va derrotar un petita força atenesa, i va reunir la seva flota amb una altra flota de suport enviada des de Siracusa. Amb aquesta força, que aviat es va veure augmentada amb naus aportades pels sàtrapes de la regió, va navegar al Hel·lespont per tallar les rutes de comerç que portaven el gra a Atenes. Els atenencs, amb el record d'una derrota semblant encara fresc (la Guerra del Peloponès havia acabat només dues dècades abans), estaven disposats a signar la pau.
Va ser llavors quan Tiribazos va convocar una conferència de pau a finals de l'any 387 aC, estant els principals participants en la guerra preparats per discutir els termes d'aquesta. En els termes del tractat es va tenir com a base un decret del rei persa Artaxerxes II:
| « | Artaxerxes el rei pensa que és just que les ciutats d'Àsia li pertanyin, així com Clazòmenes i Xipre d'entre les illes, i que la resta de les ciutats gregues, tant grans com petites, siguin independents, excepte Lemnos, Imbros i Skiros, i que aquestes haurien de pertànyer als atenencs com si així hagués estat sempre. Però sobre qualsevol de les dues parts que no accepti aquesta pau, contra ells faré la guerra, en companyia amb els que sí que desitgin aquest acord, tant per terra com per mar, amb naus i amb diners. | » |

## Esdeveniments posteriors
En els anys que van seguir la signatura del tractat de pau, els dos estats responsables del seu manteniment, Pèrsia i Esparta, es van aprofitar del que havien guanyat amb això. Pèrsia, lliure d'interferència atenenca o espartana en les seves províncies asiàtiques, va consolidar el seu control sobre l'est de l'Egeu i va capturar Egipte i Xipre el 380 aC. Esparta, mentrestant, en la seva nova posició formal com ciutat principal en el sistema polític de Grècia, es va aprofitar de la clàusula d'autonomia per trencar qualsevol coalició en què percebera algun tipus d'amenaça.
Els aliats deslleials eren castigats. Mantinea, per exemple, va ser dividida en cinc pobles diferents. Amb Agesilau al capdavant de l'estat, advocant per una política agressiva, els espartans van lluitar des del Peloponès fins a la distant península Calcídica. El seu domini sobre el continent grec es mantindria uns altres setze anys abans d'acabar trencant-se a la batalla de Leuctra.
La guerra també va marcar el començament del ressorgiment d'Atenes com a potència en el món grec. Amb les seves muralles i la seva flota restaurades, els atenencs van poder tornar els ulls cap al mar. Per a mitjans del segle iv aC havien aconseguit reunir una organització d'estats de l'Egeu coneguda comunament com la Segona Confederació d'Atenes, aconseguint reconquerir alguns dels territoris que havien perdut en la seva derrota de 404 aC.
La llibertat dels grecs jònics, que havia estat un dels principals clams des del començament del segle v aC, va acabar amb la Guerra de Corint. Els estats principals de Grècia no van tornar interferir en el control de Pèrsia a la regió. Després d'un segle de lluites, Pèrsia per fi governava sobre Jònia sense interferències estrangeres, situació que va durar 50 anys fins l'arribada al poder d'Alexandre el Gran.